# النور روزولت
آنا النور روزولت (به انگلیسی: Anna Eleanor Roosevelt) (۱۱ اکتبر ۱۸۸۴ – ۷ نوامبر ۱۹۶۲) فعال سیاسی دموکرات، دیپلمات و نویسنده آمریکایی بود. او اولین نمایندهٔ ایالات متحده در کمیسیون حقوق بشر سازمان ملل متحد و نخستین رئیس کمیسیون حقوق بشر سازمان ملل متحد بود.
النور روزولت همسر سی و دومین رئیس جمهور ایالات متحده آمریکا، فرانکلین دلانو روزولت بود و به منظور همین بین سال‌های ۱۹۳۳ تا ۱۹۴۵ به مدت ۱۲ سال بانوی اول ایالات متحده آمریکا بود. او همچنین در زمانی که همسرش فرماندار نیویورک بود نیز به‌عنوان بانوی اول ایالت نیویورک فعالیت کرده بود.

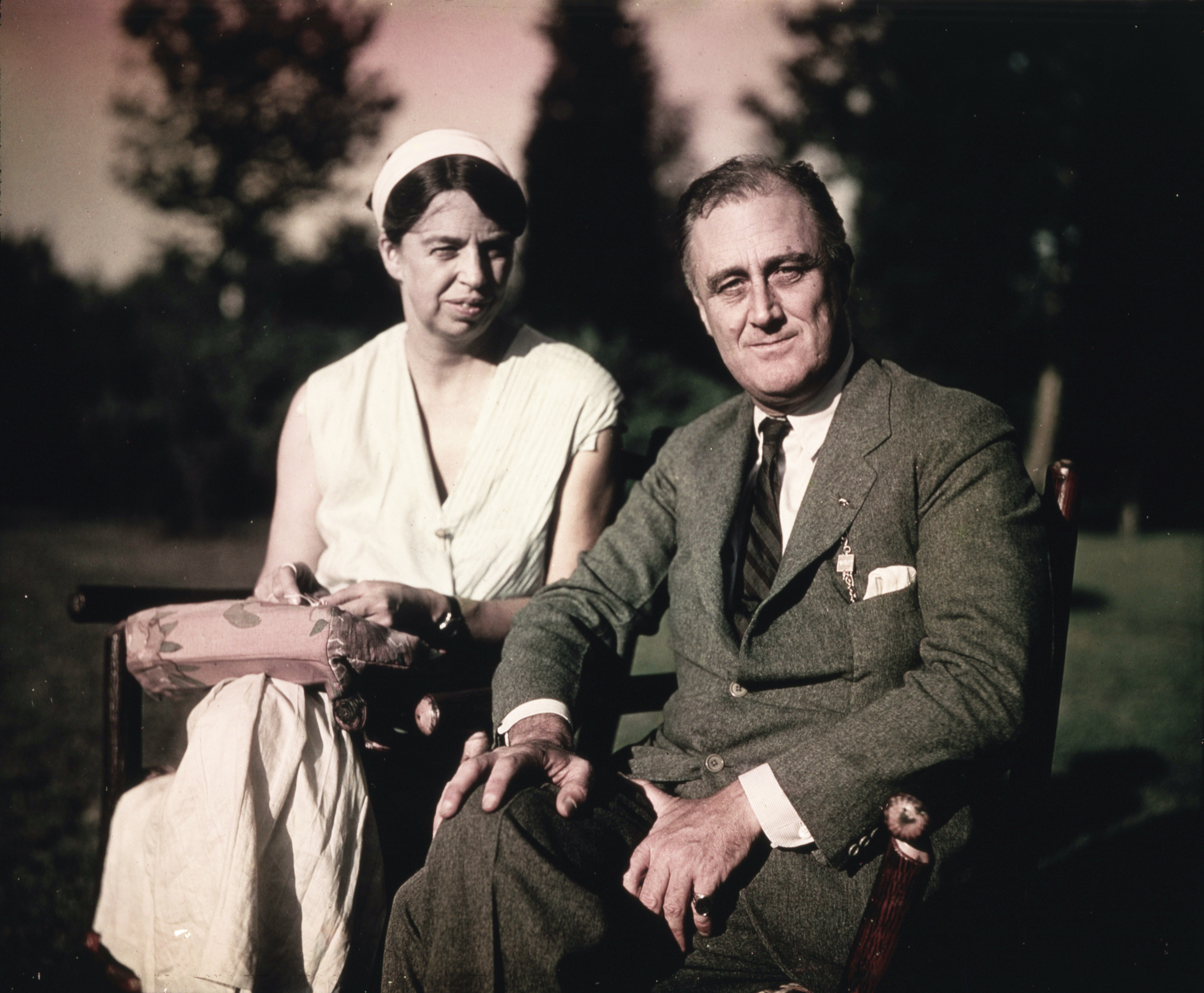
النور روزولت و همسر فرانکلین دلانو روزولت در سال ۱۹۳۲

## زندگی‌نامه
النور روزولت در ماه‌های پایانی عمر همسرش هنگامی که او فلج شده و روی صندلی چرخدار خود میخکوب بود، بسیاری از وظایف وی را بر عهده گرفت. النور که بیشتر دوران کودکی خود را در انزوا و به تنهایی گذرانده بود، علی‌رغم نداشتن تحصیلات دانشگاهی به شریک و مشاور مطمئن یکی از استثنایی‌ترین سیاست‌مداران تاریخ تبدیل شده بود.

## النور روزولت و اعلامیهٔ جهانی حقوق بشر
پس از مرگ فرانکلین دلانو روزولت، رئیس‌جمهور ایالات متحده و همسر النور روزولت، معاون رئیس‌جمهور هری ترومن  به‌عنوان رئیس جمهور ایالات متحده آمریکا انتخاب شد و از النور روزولت درخواست کرد به نخستین هیئت نمایندگی ایالات متحده آمریکا در سازمان ملل متحد بپیوندد. او این هدف را دنبال می‌کرد که النور روزولت را در گروه خودش داشته باشد و در عین حال او را از مسائل سیاسی حساس دور کند.
النور روزولت از سوی اعضای هیئت نمایندگی به شورای اقتصادی و اجتماعی ملل متحد فرستاده شد. در حالی که حضور النور روزولت در کمیسیون حقوق بشر با این تصور که در چنین کمیسیونی دربارهٔ مسائل مهم بحث نمی‌شود و از سوی عده بسیاری نهادی کم‌اهمیت تلقی می‌شد ولی او توانست با تکیه به اراده و تلاش خویش یکی از مهم‌ترین اقدامات سازمان ملل متحد در سال‌های آغازین فعالیتش یعنی نگارش و تصویب اعلامیهٔ جهانی حقوق بشر را به انجام رساند.
النور روزولت نه فردی تحصیل کرده دانشگاهی بود و نه روشنفکری برجسته بلکه نقش و مشارکت او در نگارش اعلامیهٔ جهانی حقوق بشر ربطی به تحلیل‌های فلسفی یا حقوقی نداشت. او فردی عمل گرا بود، دیگران را تشویق می‌کرد و برای رسیدن به هم نظری تلاش می‌کرد. همین خصوصیات او را در انجام موفقیت‌آمیز وظیفهٔ ریاست کمیسون حقوق بشر و کمیتهٔ نگارش آن یاری داد. شور و شوقی که او از خود نشان داد و دقتی که در انجام وظیفه اش به کار برد در کنار اعتبار عامی که در ایالات متحده آمریکا و جهان داشت به تلاش‌هایی که منجر به تدوین اعلامیهٔ جهانی حقوق بشر شد، دامنه‌ای بخشید که بی حضور او به اعتقاد بسیاری از جمله جان هامفری مدیر وقت کمیسیون حقوق بشر دبیرخانه سازمان ملل متحد چه بسا امکان‌پذیر نمی‌شد.
او خود در این مورد نوشته بود:
«نگارش پیش‌نویس اعلامیهٔ حقوق، برای همکارانم در گروه نگارش، به ویژه برای دکتر پ.س. چانگ، دکتر شارل مالک و جان هامفری که همگی اشخاص بسیار فرهیخته‌ای هستند، ممکن است چندان دشوار و سهمگین جلوه نکند. اما این کار در نظر من وظیفه‌ای‌ست که برای آن به هیچ وجه آمادگی ندارم.
با این همه امیدوارم بتوانم به آنان در یافتن واژگانی که از دل تاریخ و نیز از اوضاع روز و واقعیت‌های معاصر بیرون می‌کشند به نحوی یاری رسانم که همگان بتوانند اهداف ما را دریابند و برای آن‌ها بسیج شوند. اغلب به همسرم می‌گفتم که اگر بتواند موضوعی را به من بفهماند، دیگر آن موضوع برای همهٔ افراد کشور روشن خواهد بود. شاید اساس نقش من و ارزش واقعی مشارکتم در کمیتهٔ نگارش اعلامیهٔ جهانی در همین نکته باشد.»